# 米粒写経
米粒写経（こめつぶしゃきょう）は、ワタナベエンターテインメントに所属する日本のお笑いコンビ。出囃子は『キッズ・リターン』。

## 概要
早稲田大学の落語研究会で出会い、居島が1学年下のタツオを誘って結成。1998年、当時浅草キッドが主催していたライブ「浅草お兄さん会」に素人として出演、これが実質的なデビューとなった。以後、細々とフリーで活動していたが、一時活動休止を経て、2001年再結成、プロとなる。バウスプリット株式会社、フリー（フラットファイヴ業務提携）を経て、オフィス北野所属。2017年8月1日付で落語協会に色物として入会。また、ボーイズバラエティ協会にも所属しており、浅草東洋館の定席興行にも出演している。
2018年4月23日、所属しているオフィス北野のマネジメント問題から、タツオが出演している『東京ポッド許可局』（TBSラジオ）の東京ポッド許可局局員（マキタスポーツ、プチ鹿島）と米粒写経で、フリーエージェント宣言を行った。その後、同年6月18日放送分の同番組内にてワタナベエンターテインメントへ所属する事を発表した。

## メンバー
居島一平（おりしま いっぺい、1974年10月22日（50歳） - ）

サンキュータツオ（1976年6月21日（49歳） - ）

## 出演

### テレビ
- 人類滅亡と13のコント集（日本テレビ）
- 毒占!北野ワイドニュース（北野チャンネル）リポーター
- 爆笑オンエアバトル（NHK総合）戦績0勝1敗 最高117KB
- 情報宅配便 きたくん（北ケーブルテレビ）
- たけしの誰でもピカソ（テレビ東京系列）
- 草野☆キッド（テレビ朝日系列）
- 今すぐ使える豆知識 クイズ雑学王（テレビ朝日系列）
- やりすぎコージー(テレビ東京系列)
- 笑っていいとも!(フジテレビ系列)
- ビートたけしの絶対見ちゃいけないTVシリーズ（TBSテレビ）
- 刑事コロンボ 完全捜査ファイル（NHK BSプレミアム）- 2018年11月3日
- 落談〜落語の噺で面白談義（TOKYO MX）- 2016年〜2017年
- 落談～落語の噺で面白談義season2（TOKYO MX）- 2019年
- 笑点（日本テレビ）- 2020年3月15日
- 東西笑いの殿堂2025（NHK総合）- 2025年1月3日、鈴本演芸場からの出演

### ラジオ
- 米粒写経のイマドキ用語の基礎知識（JFN系列 2014年10月〜）
- ビートたけしのラジオ黄金時代 街でいちばんの男 ビートニクラジオ（TOKYO FM）
- オールナイトニッポンR（ニッポン放送）

### 映画 (DVD)
- 「ゆかいな探偵パペット&マペット ホンワカ♪昆虫大捜査だよ♪」（昆虫博士役で出演）※居島

### ライブ
- フライデーナイトライブ
- 漫才バカ一代
- すっとこどっこい
- レンコン寄席
- 東京ビタミン寄席
- バカ爆走
- フフフのフー
- 蒲田くすくすお笑いライブ
- ダーリン寄席
- 雷ライブ（浅草フランス座演芸場東洋館）
- 地下室のコメディー
- アニメ会
- ゴエツドウシュウ（Aマッソ合同ライブ：2019年5月4日 渋谷区文化総合センター大和田 伝承ホール）

以下、居島のみ
- 鬼畜寄席
- 苦肉祭

居島主催のライブ。内容はピン芸のみで、毎月29日に開催されている。『鬼畜寄席外伝』というふれ込みで、拠点は東京都中野区のイベントスペース『nakano f』など。キャッチコピーは「戦後最大のミニライブ」。
- 安藤道場一門会
- 気狂いライブ
- カルト寄席
- 六本木珍獣
- THE職務質問
- THE事情聴取
- トークの親戚近くの他人
- 真相深入り！虎ノ門ニュース（DHCテレビが制作し、Youtubeライブや・FRESH!・ニコニコ生放送で平日朝8時前後頃～10時頃生放送している。）

### ゲーム
- PS2「悪代官3」（グローバル・A・エンタテインメント）にて、ナレーション、北朝鮮ニュースキャスター役

## DVD
- 「お笑いライブ 人類滅亡 ～27連発！狂気のコント集～」バップ
- 「お笑いスター（予定）名鑑!? 2」グレード・コミュニケーション
- 『かみちゅ!』6（アニプレックス）オーディオコメンタリー
- 「笑いの聖戦」（スコラマガジン、2010年12月18日）